# Francisco de Albuquerque Melo
Francisco de Albuquerque Melo (Viseu, 1776 — Desterro, 4 de fevereiro de 1843) foi um militar e político luso-brasileiro, presidente da província de Santa Catarina, de 1825 a 1830.

## Biografia
Era filho de Manuel Caetano de Albuquerque Melo e de Ana Angélica de Mesquita, ambos da cidade de Viseu, em Portugal.
Casou duas vezes.
A primeira vez a 19 de julho de 1806, em Lisboa, freguesia de São Nicolau, no oratório particular do Marquês de Penalva, com Maria Vitória Serpe de Sousa e Melo (que era viúva de António Tavares Lopes de Melo e Abreu Feio, Fidalgo Cavaleiro da Casa Real por alvará de 7 de Abril de 1788, e irmã do militar português da guerra peninsular, Bento de Queiroz Pereira Pinto Serpe e Melo).
Foram testemunhas deste casamento o próprio Marquês de Penalva, que era um dos principais aristocratas da corte portuguesa da época e o militar luso-brasileiro Joaquim José Cavalcanti de Albuquerque Lins.
Depois de enviuvar, casou segunda vez no Brasil, já na década de 1820, com Genoveva Cândida da Costa, com quem, entre outros filhos, teve Maria do Patrocínio de Albuquerque Melo, que casou com Afonso de Albuquerque e Melo.
Veio ainda jovem para o Brasil, sentando praça no 3ª Companhia do Regimento de Linha da província de Pernambuco, em 27 de maio de 1793.
Passou depois disso períodos em Portugal, como se pode constatar pelo seu acima referido primeiro casamento, ocorrido em 1806, em LIsboa, onde então residia.
De novo no Brasil, tomaria parte, em 1817, na revolução pernambucana, sendo na sequência preso e exilado em Lisboa, e libertado em 1818. Tentaria depois derrubar o governo de Luís do Rego Barreto, em Pernambuco, no ano de 1820.
Entretanto, continuou a progredir em sua carreira militar, passando a Tenente-Coronel efetivo, por decreto de 13 de março de 1818, e a Coronel Graduado de Artilharia, em 26 de outubro do mesmo ano.
Foi Comandante de Armas da província de Santa Catarina, por carta imperial de 15 de junho de 1824.
Foi presidente da província de Santa Catarina, nomeado por carta imperial de 12 de março de 1825. Assumiu a presidência neste mesmo dia, presidindo a província até 14 de janeiro de 1830. Foi nomeado presidente da província do Mato Grosso em 31 de março de 1831, porém não assumiu o cargo.
Durante sua administração em Santa Catarina foram instaladas agências postais nos portos de São Francisco do Sul e Laguna. Em 1828 chegaram os primeiros imigrantes alemães em Desterro. Uma parte dos mesmos resolveu permanecer no porto de chegada, originando o núcleo da colonização alemã de Florianópolis. A outra parte foi destinada à colônia de São Pedro de Alcântara e também Louro (Alto Biguaçu), atual município de Antônio Carlos.
Candidato a deputado à Assembleia Legislativa Provincial de  Santa Catarina na 3ª legislatura (1840 — 1841), ficou como suplente, recusando-se porém a assumir o cargo, quando foi convocado em 12 de março de 1840.